# Mandelkapel
De Mandelkapel (ook: Brigittakapel) is een eenvoudig, betreedbaar kapelletje uit 1851. Het is gelegen aan de Stalkerweg te Zutendaal, iets ten zuidoosten van de dorpskern in een bosrijke omgeving.
Het kapelletje is gebouwd in de oude buurtschap Mandel, gelegen in een kleine vallei die van het Kempens Plateau afloopt naar de Zutendaalbeek. Oorspronkelijk heette deze buurtschap Mandale. Ze ligt halverwege het dorp Zutendaal en de buurtschap Stalken.
De kapel werd gebouwd door het echtpaar Cuypers-Crijns, dat zes van hun acht kinderen verloor door tuberculose.